# Cléré-les-Pins
Cléré-les-Pins là một xã thuộc tỉnh Indre-et-Loire trong vùng Centre-Val de Loire ở miền trung nước Pháp.